# 広渡文利
廣渡 文利（ひろわたり ふみとし、1925年3月5日 - 2007年7月24日）は、日本の地球科学者。専門は鉱物学・鉱床学。福岡県福津市生まれ。

## 経歴
旧海軍兵学校を経て、1950年に九州大学理学部地質学科を卒業。翌年九州大学理学部助手となる。1956年通産省工業技術院地質調査所（現産業技術総合研究所）に転任、1966年九州大学理学部助教授となり、1973年同教授に昇任。1988年九州大学定年退官。1962年、九州大学より理学博士の学位を取得。論文の表題は「Manganese ore deposits in Ryoke metamorphic zone.」。1986～88年日本鉱物学会（現日本鉱物科学会）会長。2004年瑞宝中綬章受章。

## 研究業績
吉村豊文の指導を受けて卒業論文に取り組んで以来、一貫して日本のマンガン鉱床の研究に従事。国内で調査したマンガン鉱山は500余に及ぶ。1965年、X線マイクロアナライザ（EPMA）を地球科学分野の分析機器として日本で最初に導入し、その後微細鉱石鉱物の定量化学分析法の確立に尽力した。当初のマンガン炭酸塩の熱変成に関する研究から、後年はカルシウム炭酸塩の熱変成へと研究対象が広がり、とくに島根県都茂鉱山のスカルン鉱床に関して、研究者30名を組織して総合研究を主宰した。